# 퍼스트 야야
《퍼스트 야야》(영어: First Yaya)는 2021년 방영된 필리핀의 드라마이다.